# 夏克明杀人案
夏克明杀人案，是指2012年审判的一起恶性连环谋杀案。夏克明联合其同伙四人在八年内连续杀死自己情人和竞争对手八人，并勾结北京市公安局汪浩、天津海关缉私处副处长、天津海关调查局副局长胡丛华。

## 经过
1980年代，夏克明下海经商，因投机倒把罪被判处3年徒刑。出狱后，到深圳等地做生意，随后返回北京从事外贸生意。后因与情妇杜某合作，担任北京地级通办公设备有限公司业务部经理。1992年12月，夏克明的弟弟夏克治纠集杨辉、陶纯等人，将合作方刘某挟持并关押数日后带到房山区十渡镇焚尸。
2000年4月，因与老板李某冲突，27日到海淀区冠城园小区勒死后碎尸。此后，因为生意分钱不均，杀死工程师米某。2001年，杀死生意伙伴吴某及其女友高某。2005年，夏克明被绑架后，怀疑情妇杜某，于是在2007年，杀死杜某。同年3月30日，警方将夏克明等4人控制。

## 判决
2008年6月30日，夏克明、夏克治、杨辉、陶纯被公诉，在1999年到2007年杀害八人，犯下故意杀人罪、盗窃罪、非法持有枪支罪等。2008年12月4日，法院一审宣判4人死刑。一审后，被告人为求保命不断检举揭发新情况，先后有两名官员被牵扯进来，二审法院两次将本案发回。
2012年8月1日，北京市二中院认定4名被告人犯下8条命案、行贿两名官员、非法持有枪支等，判处死刑，同时判决连带赔偿14名死者家属500余万。随后夏克治提出上诉，本案进入二审，2012年底，二审维持原判。
2014年4月22日。遵照最高法院院長簽發的執行死刑命令，北京市二中院將夏克明、夏克志、楊輝、陶純等人押赴刑場執行死刑。
| 被告人 | 罪名                               | 刑罚 |
| ------ | ---------------------------------- | ---- |
| 夏克明 | 故意杀人罪、盗窃罪、行贿罪         | 死刑 |
| 夏克治 | 故意杀人罪、帮助毁灭证据罪         | 死刑 |
| 杨辉   | 故意杀人罪、盗窃罪、非法持有枪支罪 | 死刑 |
| 陶纯   | 故意杀人罪                         | 死刑 |